# Donja Vrbava
Donja Vrbava (en serbe cyrillique : Доња Врбава) est un village de Serbie situé dans la municipalité de Gornji Milanovac, district de Moravica. Au recensement de 2011, il comptait 505 habitants.

## Géographie
Donja Vrbana est située au sud-ouest de Gornji Milanovac et au nord-est de Kragujevac. Il compte est parmi les trois plus grands villages de la municipalité et est constitué de sept hameaux : Ivkovača, Mokro Polje, Gaj, Brakovići, Lipljan, Joksić et Tešic. Il se trouve sur les pentes des monts Rudnik et Crni vrh, ainsi que sur les bords de la rivière Gruža.

## Histoire
Depuis 2002, le village dispose d'un transformateur électrique.

## Démographie

### Évolution historique de la population
| 1948  | 1953  | 1961  | 1971 | 1981 | 1991 | 2002 | 2011 |
| ----- | ----- | ----- | ---- | ---- | ---- | ---- | ---- |
| 1 179 | 1 147 | 1 004 | 867  | 785  | 754  | 654  | 505  |

|  |